# Zika FC
Pour les articles homonymes, voir Zika.
Maillots
Le Zika Football Club est un club ivoirien de football basé à Daloa. Le club évolue en Division 3.